# Торецький музичний коледж
Торецький музичний коледж — державний вищий навчальний заклад I рівня акредитації у місті Торецьку Донецької області.

## Історія
Створений у 1965 році з рішенням Донецького обласного управління культури за наказом Міністерства культури УРСР № 16 від 5 червня 1965 року як Дзержинське музичне училище. Першим директором училища призначений Новосьолов Віктор Якович. Чинний директор — Гриценко Олена Федорівна, спеціаліст вищої категорії, старший викладач. У 2016 році після перейменування міста отримав сучасну назву.
В ДзМУ здійснюється підготовка фахівців за освітньо-кваліфікаційним рівнем молодшого спеціаліста зі спеціальності 5.020205 «Музичне мистецтво» за спеціалізаціями:
- «Фортепіано»
- «Оркестрові струнні інструменти»
- «Оркестрові духові та ударні інструменти»
- «Народні інструменти»
- «Спів» (відкрита 2009 року).

У 2008 році Донецька обласна державна адміністрація на чолі з Анатолієм Близнюком намагалися закрити Дзержинський музичний коледж. Але завдяки супротиву колективу навчального закладу та депутатам міської ради Ігорю Рибаку та Миколі Гриньову училище було збережене.
У 2020 році Торецький музичний коледж було реорганізовано та приєднано до Бахмутського музичного коледжу.

## Випускники
За роки існування училище підготувало понад 2 тисячі спеціалістів. Серед них:
- Беспалий Сергій — директор Французької Академії музики, Посол мира при ООН, в Женеве.
- Камлюк Неля — солістка Віденської опери.
- Петрухін Петро Петрович — джазовий музикант, засновник джазової музичної школи (Москва).
- Ленко Є. — член спілки композиторів України.
- Шевченко Ю. — лауреат Республіканського конкурсу (альт);
- Александрова Н. — лауреат міжнародного конкурсу (фортепіано);
- Кротов О. — лауреат республіканського та міжнародного конкурсів (ударні інструменти);
- Книшева Л. — дипломант Міжнародного конкурсу ім. С. Прокоф'єва (фортепіано);
- Білодід Олеся та Денис — дипломанти і лауреати Міжнародних та Всеукраїнських конкурсів (гітара).